# Col de la Loze
De Col de la Loze is een bergpas in de Franse Alpen op een hoogte van 2304 meter. Het is de op zes na hoogste bergpas van Frankrijk. 
De naam van de pas "Loze" is afgeleid van het Francoprovençaalse "lauze, losa, lose" en betekent leisteen.  De pas ligt op de gemeentegrens tussen Les Allues en Courchevel, in het departement Savoie, in de regio Auvergne-Rhône-Alpes. De pas ligt op de bergkamlijn tussen, in het zuiden, de rots van Loze op 2.527 meter boven de zeespiegel en de top van Lanches op 2.307 meter boven de zeespiegel in het noorden. De bergkam domineert het wintersportgebied Méribel in het westen en Courchevel in het oosten.
In mei 2019 werd een geasfalteerde weg naar de col geopend. De klim maakte haar debuut in de wielersport met een klimtijdrit in de Ronde van de Toekomst van 2019. De Australiër Alexander Evans won deze etappe. 
Op 16 september 2020 was de Col de la Loze aankomstplaats van de zeventiende etappe van de Ronde van Frankrijk. De Colombiaan Miguel Ángel López won deze etappe. In de zeventiende etappe van de Ronde van Frankrijk 2023 met finish in Courchevel was Felix Gall als eerste boven op de Col de la Loze.  Door de hoogte van de pas komt de pas in aanmerking om er de eerst passerende of aankomende renner de Souvenir Henri Desgrange toe te kennen. Dat gebeurde inmiddels drie keer, laatstelijk in 2025 toen de Australiër Ben O'Connor er de achttiende etappe won.
| Jaar | Etappe | Categorie | Start                   | Finish                    | Eerste op de top   |
| ---- | ------ | --------- | ----------------------- | ------------------------- | ------------------ |
| 2020 | 17     | HC        | Grenoble                | Méribel Col de la Loze    | Miguel Ángel López |
| 2023 | 17     | HC        | Saint-Gervais-les-Bains | Courchevel                | Felix Gall         |
| 2025 | 18     | HC        | Vif                     | Courchevel Col de la Loze | Ben O'Connor       |